# Fédération espagnole d'espéranto
Pour les articles homonymes, voir HEF.
La Fédération espagnole d'Espéranto (en espéranto : Hispana Esperanto-Federacio ; en espagnol : Federación Española de Esperanto) ou HEF est une association neutre à but non lucratif fondée en 1947. Des espérantophones de toute l'Espagne en sont membres et sont également membres d'associations d'espéranto locales ou régionales qui font partie de l'HEF. L'HEF est membre de l'association mondiale d’espéranto.

## Description
Le but principal de l'HEF est de propager la langue internationale espéranto. Pour cela, elle propose des cours, des informations et diverses autres actions. La Fédération espagnole d'Espéranto fait connaître la culture espagnole à l'aide de cette langue ; et dans ce but elle édite, entre autres, des traductions en espéranto d'œuvres de la littérature hispanophone.
En 1993, la Fédération espagnole d'Espéranto a été déclarée association d'utilité publique, en reconnaissant son travail et ses buts comme d'intérêt social et culturel.